# Дибиров, Расул Гусенович
Расул Гусенович Дибиров (8 октября 1990; Дагестан, Тляратинский район, с. Хорода, Россия, СССР) — российский боксёр и тренер. Мастер спорта России международного класса по боксу, победитель международных турниров разных стран. Чемпион Мира среди профессионалов по версии WBF и WBL, победитель кубка СНГ (2011—2012), победитель первенства мира среди вузов, призёр Европы среди кадетов.

## Биография
Родился 8 октября 1990 года в селе Хорода Тляратинского района республики Дагестан.
В 2008 году окончил школу, после чего поступил в ДГПУ (Дагестанский государственный педагогический университет). Отучился на факультете «преподаватель и тренер», имеет высшее образование.
Основатель спортивного клуба «СК ДЖЕБ» в городе Санкт-Петербург, где является старшим тренером, тренируя будущих чемпионов в Кронштадте.

## Личная жизнь
Женат

## Карьера
В том же 2008 году во время учебной деятельности начал совмещать и спорт, занимаясь профессионально боксом.
С 2010 по 2013 года выступал за Азербайджан. Выиграл Чемпионат Мира среди студентов в 2012 году в весе 69 кг, а с 2011—2012 года становился победителем кубка СНГ в Белоруссии.
Имея за плечами профессиональный опыт, в 2013 году перешёл в профессиональный бокс, где успешно выигрывал на различных чемпионатах, а позже стал Чемпионом Мира среди профессионалов по версии WBF и WBL.

## Достижения
- Мастер спорта России международного класса по боксу
- Чемпионо Мира среди профессионалов по версии WBF и WBL (бокс)
- Победитель кубка СНГ (2011—2012)